# Santander de Quilichao
Santander de Quilichao es un municipio colombiano situado en el sector norte del departamento del Cauca, a una distancia de 97 km al norte de Popayán y 45 km al sur de Cali.
Limita al norte con los municipios de Villa Rica y Jamundí, al occidente con el municipio de Buenos Aires, al sur con el Municipio de Caldono y al oriente con los municipios de Caloto y Jambaló.

## Toponimia
Varias hipótesis han surgido con el fin de explicar el significado de la palabra "Quilichao". Una de ellas sostiene que esta proviene del idioma pijao y significa "Tierra de Oro", ya que "ao" significa "oro" y "quilich" significa "tierra". Esta afirmación se sustenta en otra palabra de origen indígena, "chicao", que significa "Pájaro de Oro", donde "ao" significa "oro" y "chic" significa "pájaro". Así mismo, la denominación de "Tierra de Oro" (nombre por el que también es conocido el municipio) se debe a las explotaciones auríferas que se realizaban, al parecer desde tiempos prehispánicos, a lo largo de algunos de sus ríos, especialmente en la cuenca del Quinamayó.
Otra hipótesis sugiere que Quilichao proviene del nasa yuwe (paez), que es el resultado de la combinación de las raíces tyicli, que significa "tigre", y chao o ksha'w kʃaʔw, que significa "sueño", lo que se traduce como "sueño de tigre". Con el tiempo, estas dos raíces se transformaron y dieron lugar al vocablo "Quilichao". Los indígenas nasas (paeces) solían llamar a este lugar "Sueño de Tigre", ya que según su tradición oral, allí se celebraba un ritual en el cual los the wala (médicos tradicionales) soñaban con este felino. También en nasa yuwe cleech (kle:ʧ) significa "llamarada" ya significa "echar" (verter).
Finalmente, otra hipótesis propone una evolución del término indígena kilishara, cuyo significado es "casa de paso".[cita requerida]

## Historia
El nombre de Santander le fue dado por Decreto del 19 de junio de 1827. En virtud de autorización del Supremo gobierno, el 29 de mayo, la gobernación del Cauca accedió a la solicitud del vecindario de Quilichao, para que se le concediera la gracia de sustituir el nombre de esta parroquia por el honroso título de Santander, por razones de gratitud y reconocimiento hacia su Excelencia, el vicepresidente de la República (Francisco de Paula Santander). Existen dos versiones sobre su formación:
1- Las tierras del municipio estaban habitadas a la llegada de los españoles por la tribu de los Quilichaos. La actual localidad fue fundada por Sebastián de Belalcázar, en 1543, con el nombre de Jamaica. A mediados del siglo XVIII se le cambia el nombre por el de Villa de Quilichao; y, posteriormente por el que lleva actualmente. No se han encontrado documentos de archivo ordenanzas reales o crónicas de indias, que respalden esta aseveración.
2- Se puede afirmar que Santander de Quilichao no tuvo fundación civil o militar. La población fue formándose paulatinamente, como muchas otras de la América española, alrededor de un antiguo poblado indígena y de pequeñas capillas levantadas por misioneros, sin licencias y sin requisitos legales convencionales, para la fundación de capitulaciones o asientos de nuevas capitulaciones. El poblado fue creciendo con el auge de una dinámica del comercio la minería en sus alrededores.
Durante el periodo colonial, en el distrito parroquial de Quilichao se establecieron algunos reales de minas, que se encontraban alrededor de la cuenca del río Quinamayó y la quebrada Aguablanca. Los trabajadores de la mina eran personas esclavizadas de origen africano. Hacia el año de 1755 San Antonio de Quilichao recibió el título de Villa, otorgado por el virrey Solís. Haciendas como El Japío fueron adjudicadas a los jesuitas, pero tras su expulsión y confiscación de sus bienes en 1767, fueron rematadas en beneficio de ganaderos, comerciantes de esclavos o mineros, que devendrían posteriormente en poderes locales absolutos. Para 1803, de las seis minas que se laboraban en aquella región, tres eran propiedad de la familia Arboleda. L
En 1816, fue fusilado en Agustín Fernández de Navia, quien era el alcalde en el gobierno provisional patriota. Los hacendados-mineros vacilaron entre el apoyo a España o a la Independencia y, finalmente, se pasaron todos a las fuerzas patriotas después de la victoria de Bolívar en Boyacá en 1819, y su llegada al Cauca en 1821. Muchos naturales de Quilichao acompañaron a las huestes libertadoras desde El Palo hasta Junín y Ayacucho. La ley 61 del 24 de mayo de 1849 del estado del Cauca, creó el Cantón de Santander, con capital Quilichao.
La esclavitud fue formalmente abolida sólo en 1851. Los antes esclavizados se convirtieron progresivamente en propietarios de reales de  minas luego de fuertes presiones con los anteriores propietarios, proceso que se consolidó en el año de 1857. Desde mediados del siglo XX la industria de la caña de azúcar avanzó sobre las tierras del norte del Cauca, consolidándose ingenios azucareros como La cabaña e Incauca y aumentando exponencialmente el área sembrada en caña.

## División Político-Administrativa
Además de su cabecera municipal, Santander de Quilichao tiene bajo su jurisdicción los siguientes centros poblados:
- Bellavista
- Cabecera Dominguillo
- Cambalache
- Dominguillo
- El Broche
- El Crucero
- El Llanito
- El Palmar
- El Tajo
- El Turco
- La Agustina
- La Arrobleda
- La Capilla
- La Chapa
- La Palomera
- La Quebrada
- Llano de Alegrías
- Lomitas Abajo
- Lomitas Arriba
- Lourdes
- Mandiva
- Mondomo
- Paramillo
- Quinamayo
- San Antonio
- San José
- San Pedro
- San Rafael
- Vilachí

## Economía
En gran medida, la economía del municipio de Santander de Quilichao se sustenta principalmente en el sector primario, específicamente en la agricultura, donde destacan cultivos de gran importancia como el café, la caña de azúcar y la yuca, generando ingresos significativos para los agricultores.
No obstante, la implementación de la Ley Páez y la instalación de empresas manufactureras han propiciado la participación relevante del sector secundario en la economía local y regional. Asimismo, el sector terciario, especialmente el comercio en el área urbana, constituye una fuente generadora de empleo y una actividad económica dinámica.
Las características geográficas del municipio favorecen activamente el desarrollo de los tres sectores económicos en comparación con otros municipios del departamento. La infraestructura vial y de comunicaciones es adecuada, y la ubicación cercana a centros de gran actividad económica resulta favorable.
En lo que respecta al sector primario, se destacan cultivos como la caña de azúcar, el café, la piña y la yuca. En el ámbito pecuario, se lleva a cabo la cría de ganado bovino de doble propósito y porcino. En las zonas planas, se realiza una explotación a gran escala de la caña de azúcar, mientras que en las zonas de ladera sobresalen los cultivos de café, yuca y plátano.
En cuanto al sector industrial, Santander de Quilichao ha experimentado un significativo desarrollo gracias a la presencia de diversas industrias nacionales y extranjeras, entre las que se incluyen ingenios azucareros, Colombina, Almidones Nacionales y Metecno, entre otras. La mayoría de estas se encuentra ubicada en el parque industrial El Paraíso, siendo una importante fuente de empleo para la región.

## Cultura

### Lugares de especial interés
Parque Francisco de Paula Santander
Es el Parque Principal del municipio, considerado como un espacio emblemático dedicado en honor al General Francisco de Paula Santander, reconocido líder histórico. En su centro se erige una imponente estatua que conmemora su memoria. Este parque es una zona de gran relevancia en la localidad, ya que alberga importantes instituciones como la Alcaldía Municipal, la Iglesia de San Antonio de Padua y la Casa Cural. Además, se destaca la presencia de la sede de la Universidad del Cauca, así como diversos establecimientos bancarios y comerciales que rodean el área. Esta ubicación estratégica y la presencia de estos edificios importantes hacen del Parque Principal un punto de referencia para la comunidad y un lugar de encuentro para sus habitantes.
Iglesia de San Antonio de Padua
Es un inmueble que da al frente de la plaza principal su construcción se inició en 1783, y en 1838 se dio al servicio una nueva iglesia. En diciembre de 1905 se inauguró su altar mayor, que se incendió el 12 de julio de 1964 y que prácticamente redujo a cenizas toda la edificación. La casa tiene múltiples intervenciones especialmente en la adecuación funcional.
Capilla del Rosario
Es un inmueble de estilo colonial ubicado al frente de la plazoleta del barrio El Rosario fue inaugurado en 1886. Ha sido un edificio emblemático por excelencia de Quilichao por su historia y antigüedad.
Iglesia de la Santísima Trinidad
Fue inaugurada en 1889. Arquitectura destinada a ser templo cristiano católico y casa cural. Es una iglesia esquinera que da al frente a la plazoleta o atrio, tiene adosada la casa cural en el costado derecho así como la sacristía. Es un volumen de un piso, con planta arquitectónica de tres naves divididas por pilastras de mampostería de ladrillo cerámico.
La Capilla de Dominguillo
La Capilla de Santa Bárbara de la Hacienda El Dominguillo se encuentra aproximadamente a siete kilómetros de la cabecera municipal de Santander de Quilichao, en el departamento del Cauca. Este sitio está conectado por dos carreteras desde la vía Panamericana y cuenta con una ruta de busetas que circula cada media hora, facilitando así el acceso.
El entorno que rodea esta capilla es verdaderamente hermoso, con un paisaje encantador enmarcado por un río cristalino que serpentea a través de sus frescas riberas, resguardadas por frondosos árboles.
Inicialmente, la capilla recibió el nombre de Capilla de Dominguillo debido a que los esclavos que trabajaban en las minas solo tenían unas horas de descanso los domingos. Durante ese tiempo, aprovechaban para realizar actividades en beneficio propio, como lavar su ropa o extraer oro a través del proceso de mazamorreo, el cual posteriormente les permitía adquirir su libertad. Con el tiempo, se le otorgó el nombre de "Capilla de Santa Bárbara" en honor a la patrona de la región, quien también es considerada la protectora contra tormentas y rayos (Virgen de Santa Bárbara).
La construcción de la Capilla se llevó a cabo en el año 1857, siendo erigida por los esclavos africanos como un lugar de culto católico. Su importancia histórica y cultural ha sido reconocida por el gobierno, ya que fue declarada Monumento Histórico Nacional mediante el Decreto 2860 del 26 de noviembre de 1981, de acuerdo con lo establecido por la Ley 163 de 1959.
Hacienda  El Japío
Una de las reliquias históricas, tradicionales y más completas de la región, pues cuenta con acueducto antiguo propio, Reloj de Sol y las antiguas edificaciones de la casona donde se alojó el Libertador Simón Bolívar (1822 y 1829) a su paso hacia el Sur y viceversa, en la época de la independencia. Allí fue recibido por José Rafael Arboleda, su propietario. Aquí funcionó en sus principios la Industria Licorera del Cauca.
Parque Simón Bolívar
El parque Simón Bolívar se encuentra ubicado hacia el oriente del municipio y en este se levanta además de un monumento al libertador Simón Bolívar, el más grande monumento natural del Cauca y Colombia: es el árbol de samán, plantado en febrero de 1898 y que es icono del Municipio e incluso aparece en su escudo. Alrededor del parque se levanta el Colegio Instituto Técnico que funciona allí desde 1949. También en el parque se encuentra la piscina municipal y algunos juegos infantiles. Por uno de sus lados pasa el río Quilichao.

### Festividades
Semana Santa
En los últimos años, la Semana Santa en Santander de Quilichao ha ganado fuerza y ha congregado a más feligreses debido a sus desfiles sacros que recuerdan la pasión de Jesucristo a través de imágenes que desfilan por las principales calles de la ciudad. Los desfiles procesionales parten desde la Iglesia de San Antonio de Padua y terminan en el mismo lugar todas las noches. Además, la Semana Santa se ha extendido a los niños, quienes realizan su propia Semana Santa infantil cada año. Algunas de las imágenes que se utilizan en estos desfiles son muy antiguas y tienen origen Quiteño y Payanes.
Fugas de Adoración
La fuga es un ritmo del Pacífico, herencia de los esclavos liberados y fugitivos que se refugiaron el los asentamientos de Santander de Quilichao, lo que es notable ya que este municipio se encuentra en la región andina al norte del departamento del Cauca.
Son celebradas en las veredas de San Antonio, Lomitas, el Palmar, Ardobela, Quinamayo y Mazamorrero. Estas empiezan al mediodía y llegan hasta la mañana del día siguiente. En esta festividad se toca música folclórica del norte del cauca y el sur del valle (jamundí). Por lo general las letras de las fugas son cantandas por las mujeres que son líderes culturales de Las Veredas, aunque en ocasiones están acompañadas de hombres. La fuga se baila haciendo una fila y quien la dirige realiza los pasos, y las personas que lo siguen en la fila tiene que repetirlo. Si el dirigente da una vuelta en su propio eje los demás deben darla en el mismo lugar que él la dio.
Entre las Fugas más conocidas se encuentran:
El coronel
La guacharaca
Salve reina y madre
Roro al niño Dios
En las fugas siempre se hace la representación de la Virgen María, José y el niño Jesús bailando. Las fugas, de hecho, muestran cómo los esclavos celebraban sus fiestas mezclando sus propias costumbres con las heredadas de los españoles (catolicismo).

## Servicios

### Educación
El municipio cuenta con un total de 116 instituciones de educación formal oficial, 12 centros o instituciones de educación formal no oficial, 2 instituciones de educación no formal oficial y 8 instituciones de educación no formal no oficial, según la fuente proporcionada por la Dirección de Núcleo de Desarrollo Educativo en el año 2001.
En cuanto a la educación superior, la ciudad cuenta con varias sedes universitarias, entre ellas la Universidad del Valle, que ofrece programas de pregrado y tecnológicos; la Universidad del Cauca, que ofrece programas tecnológicos y de pregrado; la Fundación Universitaria de Popayán, que oferta programas de pregrado y tecnológicos; y Corporación Universitaria Comfacauca, que ofrece programas de pregrado y tecnológico para cubrir todas las necesidades educativas de la ciudad. Además, la Universidad Nacional Abierta y a Distancia (UNAD) cuenta con carreras profesionales y posgrados (especializaciones, maestrías y doctorados), así como programas tecnológicos en modalidad virtual.

### Servicios públicos
- Energía Eléctrica: Compañía Energética de Occidente es la empresa prestadora del servicio de energía eléctrica.
- Gas Natural: Gases de Occidente es la empresa distribuidora y comercializadora de gas natural en el municipio.